# Купце
Купце (пол. Kupce) — село в Польщі, у гміні Коритниця Венґровського повіту Мазовецького воєводства.
Населення — 152 особи (2011).
У 1975-1998 роках село належало до Седлецького воєводства.

## Демографія
Демографічна структура станом на 31 березня 2011 року:
|          | Загалом | Допрацездатний вік | Працездатний вік | Постпрацездатний вік |
| -------- | ------- | ------------------ | ---------------- | -------------------- |
| Чоловіки | 82      | 18                 | 54               | 10                   |
| Жінки    | 70      | 19                 | 34               | 17                   |
| Разом    | 152     | 37                 | 88               | 27                   |